# Saint-Chamond
Saint-Chamond (wymowaⓘ) – miejscowość i gmina we Francji, w regionie Owernia-Rodan-Alpy, w departamencie Loara.
Według danych na rok 1990 gminę zamieszkiwało 38 878 osób, a gęstość zaludnienia wynosiła 708 osób/km² (wśród 2880 gmin regionu Rodan-Alpy Saint-Chamond plasuje się na 15. miejscu pod względem liczby ludności, natomiast pod względem powierzchni na miejscu 52.).
W latach 1906−1931 w mieście istniała linia tramwajowa.

## Współpraca zagraniczna
- Grevenbroich, Niemcy
- Sant Adrià de Besòs, Hiszpania